# جائزة كتالونيا الكبرى للدراجات النارية 2019
جائزة كتالونيا الكبرى للدراجات النارية 2019 هو سباق دراجات نارية أقيم بتاريخ 16 يونيو 2019 في حلبة دي كاتلونيا، مونتميلو، إسبانيا. كان الجولة السابعة من أصل 19 في سباق الجائزة الكبرى للدراجات النارية موسم 2019. فاز مارك ماركيث بفئة الموتو جي بي بينما جاء فابيو كوارتارارو في المركز الثاني وحصل على المركز الثالث دانيلو بيتروتشي. فاز بفئة الموتو 2 الإسباني أليكس ماركيث بينما فاز بفئة الموتو 3 الإسباني ماركوس راميريز.